# Nulle Øigaard
Nulle Ingeborg Øigaard (født 23. september 1934 i København) er en dansk billedkunstner.
Hun er datter af landsretssagfører og borgmester Erik Øigaard og Edith født Just. Øigaard blev elev af billedkunstneren Alex Klingspor og senere uddannet fra Kunstakademiets Malerskole i 1957. Derefter etablerede hun eget værksted. Særligt kendt er hun for sine tekstilcollager, der er inspireret af Middelhavslandenes farvespektre.
Hun har desuden arbejdet med scenografi og udført udsmykninger til bl.a. Stavnsholt Kirke i Farum (1995), Danmarks Nationalbank, Frederiksberg Gymnasium, Novo Nordisk, Codan, Tivolis Koncertsal, Taastrup Nykirke, Brøndbyøster Kirke og Danmarks faste repræsentation ved Den Europæiske Union i Bruxelles.
Hun blev i 2008 tildelt prisen Årets Skovhuskunstner.

## Privat
Nulle Øigaard var gift med Ib Spang Olsen og mor til Martin Spang Olsen og Lasse Spang Olsen. Hun er bosiddende i Bagsværd.